# چالاو سونتونگ
چالاو سونتونگ (انگلیسی: Chalaw Sonthong؛ زادهٔ ۱۹۳۲) بازیکن بسکتبال اهل تایلند است. وی در بازی‌های المپیک تابستانی ۱۹۵۶ شرکت کرده‌است.